# Alex Manninger
Alexander Manninger (Salzburgo, 4 de junho de 1977) é um ex-futebolista austríaco que atuava como goleiro.

## Carreira
As equipes por onde teve melhor passagem foram Arsenal, Fiorentina e Siena. 

## Seleção
Pela seleção austríaca foi convocado desde 1999 e participou da UEFA Euro 2008, mas perdeu a vaga de titular para Jürgen Macho por causa de uma contusão.

## Títulos
Arsenal
- Campeonato Inglês: 1997-98
- Copa da Inglaterra: 1997-98
- Supercopa da Inglaterra: 1998 e 1999

 Juventus
- Serie A: 2011-12